# Фионова, Людмила Кузьминична
Людмила Кузьминична Фионова (19 июня 1942, Новокузнецк) — советский и российский учёный-физик, доктор физико-математических наук (1985), является одним из основателей нового научного направления в физике твёрдого тела: «физика поверхностей раздела в кристаллах». Публицист, сопредседатель экспертного сообщества «Комитет Ста» (К100).

## Биография
Родилась в Сибири в городе Сталинске в 1946 году. В 1966 году окончила Московский институт стали и сплавов по специальности «физика металлов».
В 1972 году защитила диссертацию на соискание степени кандидата технических наук на тему: «Исследование условий получения кубической текстуры в кремнистом железе промышленной чистоты» и была принята на работу в Институт физики твёрдого тела Академии наук СССР в Черноголовке. Здесь она начала новую тематику, приняв участие в становлении нового раздела теории твёрдого тела – физики границ раздела в кристаллах. 
Несколько лабораторий Советского Союза, активно сотрудничая, по сути, создали советскую школу физики поверхности, что имело важное значение не только для фундаментальной физики, но и для развития многих новых отраслей, в частности, микроэлектроники. Наряду со всесоюзными семинарами мы стали проводить встречи с болгарскими, французскими, японскими, немецкими коллегами. Но это было в середине восьмидесятых – Советский Союз и советская наука доживали последние дни.Л. К. Фионова
В 1985 году защитила диссертацию на соискание степени доктора физико-математических наук на тему: «Границы зёрен в чистых металлах с кубической решёткой».
В 1987 году в издательстве «Наука» вышла её первая монография «Границы зёрен в чистых материалах», а в 1993 году в Париже в издательстве «Физика» вышла вторая её монография «Границы зёрен в металлах и полупроводниках».
В начале 1990-х годов уехала работать по контракту за рубеж, работала в университетах Парижа, Мехико, Сэндая.
Работая в Сэндайском университете, написала повесть о работе русских учёных в Японии: «Япония по контракту» (под псевдонимом Ольга Круглова), а позднее о деградации академгородков России — «Конец Грязнухи».
В 1998 году вернулась в Россию. Работала ведущим научным сотрудником Института проблем технологии микроэлектроники и особо чистых материалов РАН (ИПТМ РАН).
В 2008 году была уволена из Российской академии наук по статье «за нарушение трудовой дисциплины».
Автор более 70 статей, а также публицистических книг «Политические причины глобального экологического кризиса» (2009), «Разгром», «Война против разума», «Обречённая цивилизация». Публицистические статьи Л. К. Фионовой печатаются в журналах «Конфликтология», «Дальний поиск», «Молодая гвардия», «Золотой лев», «Репутациология», «International science and technology», а также в газетах «Советская Россия», «Завтра», «Дуэль», «Наша трибуна», «Знание-власть!».
Сопредседатель общественного «Комитета Ста» (К100), у истоков которого в 2004 году вместе с Людмилой Фионовой стояли профессор Евгений Георгиевич Кошелев — генеральный авиаконструктор КБ им. В. М. Мясищева, кандидат философских наук, доцент МГИМО Анатолий Николаевич Самарин и кандидат физико-математических наук, руководитель Проблемной лаборатории сверхплотной записи информации Юлий Александрович Лисовский.
Является лауреатом премии «Слово к народу» газеты «Советская Россия» 2007 года.
Экоактивист, с 2019 года — президент российского отделения Международного экологического «Гамбургского клуба Eco Sapiens», созданного по инициативе российского учёного, доктора экономических наук Александра Петровича Потёмкина.

## Избранные труды
- Структура и свойства границ зёрен в полупроводниках / А. В. Артемьев, Л. К. Фионова; АН СССР, Ин-т пробл. технологии микроэлектроники и особочистых материалов. — Препр. — пос. Черноголовка (Моск. обл.): ИПТМЭОМ, 1987.
- Фионова Л. К. Границы зёрен в чистых материалах. — М.: Наука, 1987. 158 с.
- Поликристаллический кремний для солнечных батарей / Т. И. Антипова, Л. К. Фионова; АН СССР, Ин-т пробл. технологии микроэлектроники и особочистых материалов. — Препр. — пос. Черноголовка (Моск. обл.): Ин-т пробл. технологии микроэлектроники и особочистых материалов, 1989. — 31 с.
- Grain boundaries in metals and semiconductors / L. K. Fionova a. A. V. Artemyev. — Les Ulis Cedex : Ed. de physique, 1993. — VII, 289 с.

Выступления по экологии и научно-популярным вопросам
- Политические причины глобального экологического кризиса / Людмила Фионова. — Москва : Белые альвы, 2009.
- Бояринцев В. И., Фионова Л. К. Война против разума / Москва, 2010.
- Лисовский Ю. А., Фионова Л. К. Почему вымирает Псков? // Псковская лента новостей. 2014. 4 сентября.
- Фионова Л. От роста к балансу // Молодая гвардия. 2015. № 4. С. 181—193.

Списки трудов
- Статьи на Math-Net.Ru
- Список трудов в каталоге РГБ.

## Внешние ссылки
- Людмила Фионова: Мы не завтра помрём - мы сейчас умираем! // ОТР. 2020. 14 февраля.
- Причины иркутского наводнения и обмеления Волги. Людмила Фионова // Народное Славянское радио. 2019. 18 июля
- Почему люди в России болеют раком // Политрук ТВ. 2019. 13 апреля